# Шовкунівка
Шовкуні́вка — село в Україні, у Білокуракинській селищній громаді Сватівського району Луганської області.
Площа села 225,8 га. У селі бере початок річка Борова, ліва притока Сіверського Дінця.

## Історія
Село було засноване у 1700 році.
У роки німецько-радянської війни село було окуповане німецько-італійськими військами з червня 1942 по січень 1943 року. Під час Острогозько-Россошанської наступальної операції частинам Південно-Західного фронту Червоної армії була поставлена задача вийти 18 січня 1943 року на лінію Шахове — Нагольна — Дем'янівка — Грицаївка — Гайдуківка. 22 січня 1943 року бійці 747 полку 172 стрілецької дивізії зайняли село.

## Населення
Населення становить 319 осіб, 99 дворів.

## Вулиці
У селі існують вулиці: Вишнева, Жукова, Молодіжна, Першотравнева, Садова.

## Економіка
За радянських часів село входило до складу колгоспу «Зоря», за яким було закріплено 5340 га сільськогосподарських угідь, з них 4152 га орної землі. Основним виробничим напрямом господарства було зернове рослинництво та м'ясо-молочне тваринництво. В селі була побудована молочно-тваринницька ферма, тік, майстерні.
На розпайованих землях господарює СТОВ Зоря, під керівництвом Ведмеденка. Близько 140 працюючих. Вирощування зернових та технічних культур, м'яса, виготовлення сумішей для годівлі тварин, молоко.

## Транспорт
Село розташоване за 13 км від районного центру і за 18 км від залізничної станції Білокуракине на лінії Валуйки — Кіндрашівська-Нова. Село розташоване на трасі Сватове — Білокуракине. Двічі на тиждень за маршрутом Коноплянівка — Білокуракине курсує автобус.

## Культура
День села відзначають 20 серпня.

## Церква
Власної церкви в селі немає. Віруючі ходять до найближчої Свято-Митрофанівської церкви в селі Дем'янівка.